# Benjamin Fitzpatrick
Benjamin Fitzpatrick (Greene megye, 1802. június 30. – Wetumpka, 1869. november 21. vagy 1869. november 25.) az Amerikai Egyesült Államok szenátora (Alabama, 1848–1849 és 1853–1855 és 1855–1861).